# Parafia Matki Bożej Jasnogórskiej w Królewcu
Parafia Matki Bożej Jasnogórskiej w Królewcu – parafia rzymskokatolicka należąca do dekanatu mińskiego – św. Antoniego z Padwy, diecezji warszawsko-praskiej, metropolii warszawskiej Kościoła katolickiego. W parafii posługują księża diecezjalni.

## Zasięg parafii
Do parafii należą wierni z następujących miejscowości: Arynów, Królewiec, częściowo Mińsk Mazowiecki i Stojadła.